# Inondation de Vaison-la-Romaine en septembre 1992
L'inondation de Vaison-la-Romaine en septembre 1992 est un phénomène de submersion provoqué par de forts cumuls de pluie et une imperméabilité importante des terrains. L'événement s'est produit les lundi 21 et mardi 22 septembre 1992 à Vaison-la-Romaine, dans le département français de Vaucluse en région Provence-Alpes-Côte d'Azur causant la mort de  37 personnes et 4 disparitions[citation nécessaire], dans quatre communes.

## Historique
Les inondations de Vaison-la-Romaine sont dues à un phénomène météorologique de grande envergure, sur la région sud-est de la France, touchant plusieurs départements : le 21 septembre 1992, de fortes pluies se déversent sur les départements de l'Hérault, du Gard, de la Lozère et de l'Ardèche, notamment sur les montagnes cévenoles. La commune du Caylar reçoit 448 mm de précipitations en 24 heures,  ce qui est  un record pour le département de l'Hérault jusqu'au 16 septembre 2023, où Roqueredonde reçoit 550 mm en 24 heures. Ces pluies font suite à une météorologie au-dessus des normes pour la région, la moyenne des températures ayant été supérieure aux températures normales, doublée d'une zone de basse pression dans le golfe de Gascogne.
Le lendemain, les pluies continuent sur le Gard notamment en matinée où les régions de Sommières et Nîmes sont balayées par un bref et violent orage accompagné de violentes rafales de vent  ainsi qu'une partie de l'Ardèche, puis le front pluvieux traverse le Rhône, pour toucher les départements de Vaucluse et de la Drôme. Les averses du 22 septembre sont la résultante d'un front orageux de flux ouest/est bloqué sur le flanc ouest du mont Ventoux à partir de l'après-midi . Avec ce système orageux resté stationnaire sur une partie du bassin versant de l'Ouvèze, la commune d'Orange, au nord-ouest du département de Vaucluse, reçoit 51 mm de cumul de pluies, celle de Carpentras, au sud des Dentelles de Montmirail, 212 mm.

## Chronologie des événements
Le premier bulletin d'alerte de Météo-France, auprès du Ministère de l'intérieur, puis des autorités locales, date du 21 septembre 1992. Le soir même, le préfet de Vaucluse relaye cet état d'alerte, pour la mise en place des services de sécurité et protection. 
Le 22 septembre 1992, deux autres messages de Météo France à Marignane, en fin de nuit et début de matinée, confirment l'alerte, en annonçant des orages d'une rare violence. Malgré tout, la pluie, alors forte sur Vaison-la-Romaine en milieu de matinée, cesse vers midi. Les services de secours de la ville doivent faire face à plusieurs difficultés : les évènements se déroulent un mardi, jour de marché hebdomadaire, et d'affluence accrue ; les demandes d'évacuation faites auprès des clients et touristes (alors nombreux en cette fin de saison estivale) du camping municipal, situé en amont du pont romain, n'ont que peu d'effet. La première averse modérée (17,8 mm) est tombée entre 10 h et midi. Elle fut suivie, en début d'après midi, d'une seconde beaucoup plus violente (182,7 mm) qui dura jusqu'à 15 h 15. 
Les instituteurs de l'école Jules Ferry, alors située près du cours de l'Ouvèze, mettent en sécurité les élèves, au premier étage du bâtiment le plus éloigné de la rivière. Le cumul de pluies, à Entrechaux, est de 300 mm (300 litres d'eau au mètre carré) en six heures (peut-être un peu plus localement). À titre de comparaison, la moyenne annuelle de précipitations, à Paris, est de 637 mm. Durant cet évènement météorologique, près de 1 320 km2 ont reçu plus de 100 mm de précipitations. L'orage, d’une violence inouïe, stagne sur les pentes du mont Ventoux pendant plusieurs heures. Il déverse 215 mm d'eau à Malaucène, 179 mm à Vaison, et 143 mm à Buis-les-Baronnies . Les fortes pluies en amont de Vaison-la-Romaine sont telles qu'une coulée de boue, d'environ 50 cm, envahit et recouvre complètement le camping municipal vers 15 h. Une hauteur d'eau de 10 cm recouvre déjà les rues de la ville basse. 

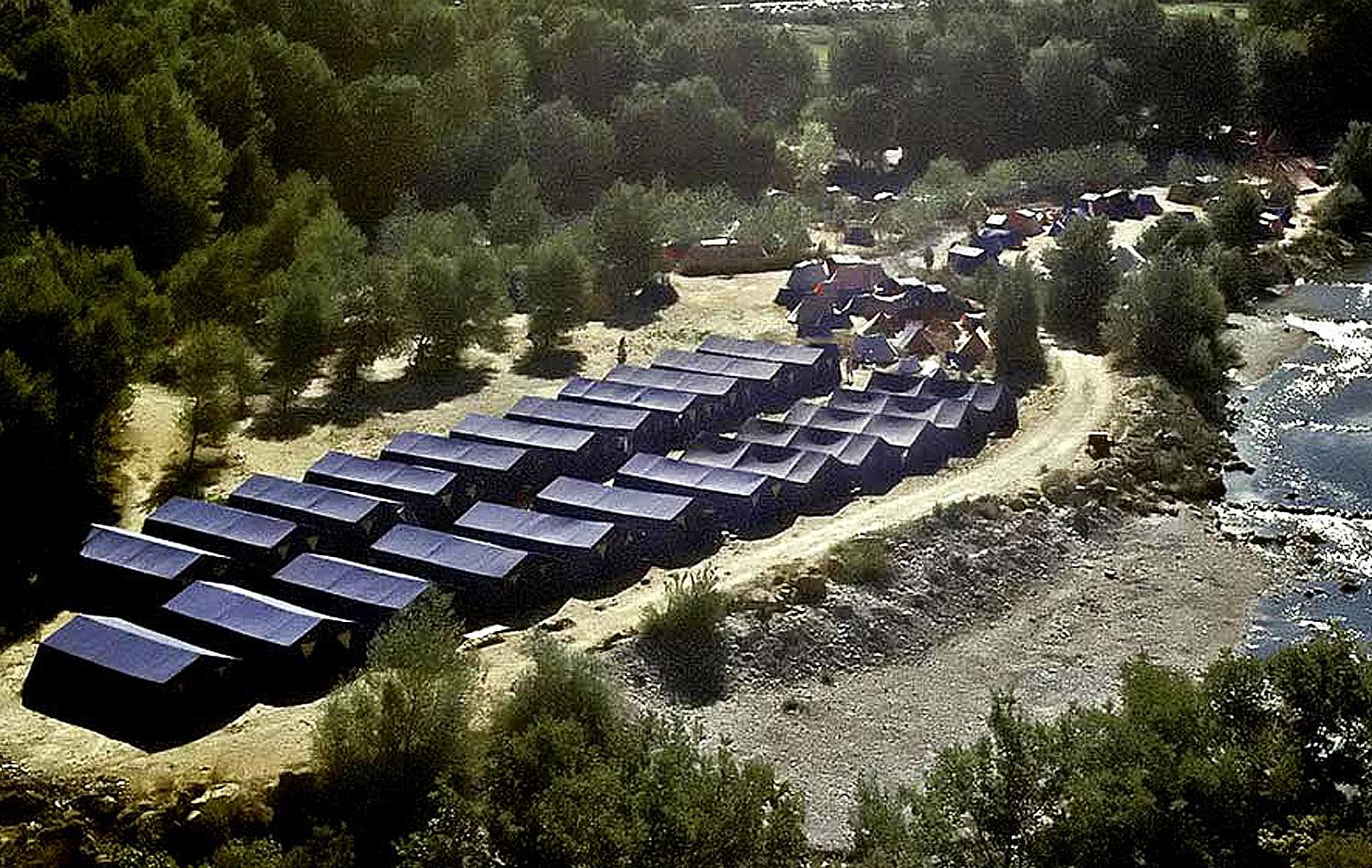
Camping À Cœur Joie au nord de Vaison emporté le 22 septembre 1992

Les premières nouvelles arrivent, il y a des morts au camping du Moulin de César. La partie réservée au camping associatif À cœur joie — 450 emplacements — a été emportée. On apprend qu'il y a de nombreuses victimes au lotissement du quartier Théos, situé sur la rive droite, qui a été submergé par les flots. 
Dans le même temps, un torrent de boue balaye le camping municipal, emportant tout sur son passage : caravanes, véhicules et campeurs. Dans les minutes qui suivent, au niveau du pont romain, dont le tablier se situe à moins d'une vingtaine de mètres de la normale de la rivière, l'eau atteint 17 mètres, soit 15 de plus que son cours normal. Les images de caravanes s'écrasant contre le pont romain se gravent dans les mémoires. La caserne des pompiers, située près du lit de l'Ouvèze, se trouve alors inondée, bâtiment, comme matériel de secours. Le Plan ORSEC est déclenché à 17 h. La décrue ne commence qu'après 22 h.
Des trois ponts sur l'Ouvèze, seul l'antique pont romain a résisté malgré quelques dégâts sur le parapet.

## Une crue centennale
Plus tard, on apprendra que le même phénomène s'est déjà produit, au moins une fois, à Vaison. Dans les archives municipales de la ville, une délibération datée d’août 1616 indique que « le conseil de ville devait faire réparer le parapet du pont romain détruit par une inondation qui avait aussi emporté plusieurs maisons ». Il n'est fait état d'aucune victime. Au XVIIe siècle, les Vaisonnais vivaient dans la ville haute, et autour de la cathédrale, recouvrant les ruines de l'antique Vasio, il n’y avait que des jardins.
Le risque était cependant connu mais négligé. Avant le drame, à la suite de la catastrophe du 3 octobre 1988 de Nîmes, l'ingénieur Ponton mentionnait dans son rapport d'avril 1989, 62 villes, dont Vaison-la-Romaine, susceptibles d'être victimes de crues par ruissellement pluvial. Jean-Pierre Mazeillier avait qualifié le Plan d'Occupation des Sols (POS) de Vaison de « complètement fou » lorsqu'il avait pris la direction des services techniques de la mairie et n'avait pu retrouver de trace du rapport Ponton. La loi de décentralisation Deferre avait en 1982 transféré l'autorité en matière d'urbanisme du préfet aux maires. Le 14 octobre 1983, le maire de l'époque, André Thès, avait révisé le POS et déclaré la rive droite de l'Ouvèze constructible sur plus d'un kilomètre. La zone n'avait même pas été classée « zone de petite crue ». Le prix des terrains s'était vu multiplié par un facteur supérieur à 10.
Des études scientifiques ont été faites sur la crue centennale de 1992. Elles donnent les raisons de l'importance des dégâts. Dans le secteur du torrent de la Salette, affluent du Brégoux, lui-même affluent de l'Ouvèze, au cœur des Dentelles de Montmirail, il est tombé 200,5 millimètres de pluie en l'espace de cinq heures. Les chiffres sont connus grâce à la station des Bernardins, à Beaumes-de-Venise. Ce qui a représenté un volume de 4,2 millions de mètres cubes d'eau tombée dans le bassin versant de ce torrent qui a une superficie de seulement 28 km2. Le rapport de la commission d'enquête sur « les causes des inondations et les moyens d'y remédier » mentionne aussi d'autres raisons comme une imperméabilité géologique spécifique à cette vallée de l'Ouvèze mais aussi des modifications anthropiques aggravantes : « une imperméabilisation des sols à l'origine d'un ruissellement pluvial urbain et enfin la présence de constructions dans le lit même de la rivière ».
L'Ouvèze est une rivière de 123 km, prenant sa source à Montauban-sur-l'Ouvèze, dans le département de la Drôme, et se jetant dans le Rhône, à Sorgues, après avoir arrosé 28 communes. De nombreux cours d'eau sont affluents de l'Ouvèze, notamment le Toulourenc, entre Mollans-sur-Ouvèze et Entrechaux. Sur les 820 km2 du bassin versant de l'Ouvèze, 580 km2 se situent en amont de Vaison-la-Romaine.

## Le bilan

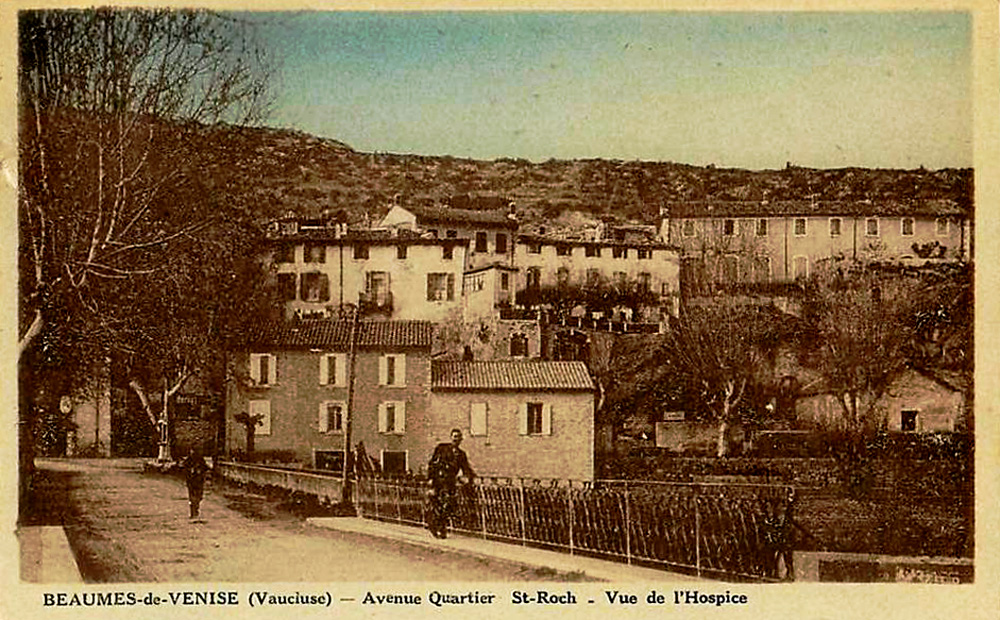
Le pont sur la Salette à Beaumes-de-Venise emporté par la crue du 22 septembre 1992

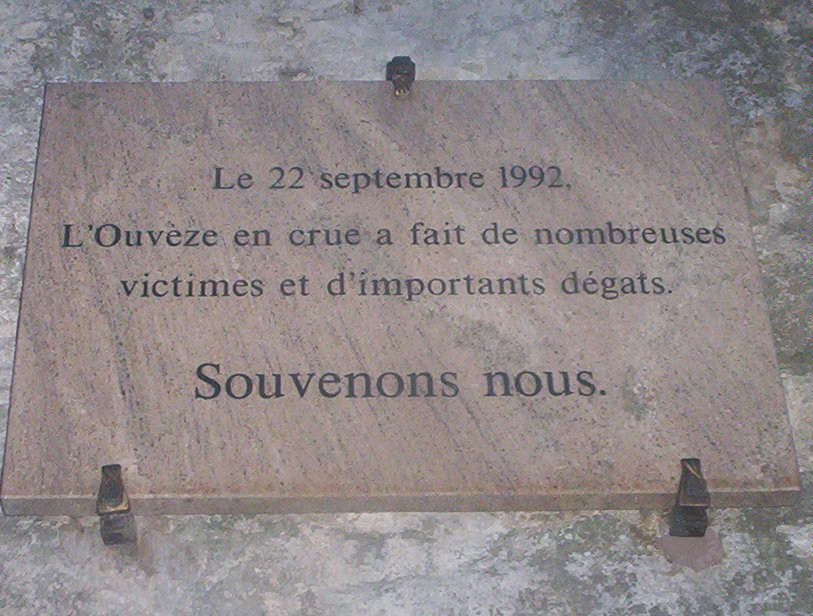
Plaque commémorative à Vaison en mémoire des victimes

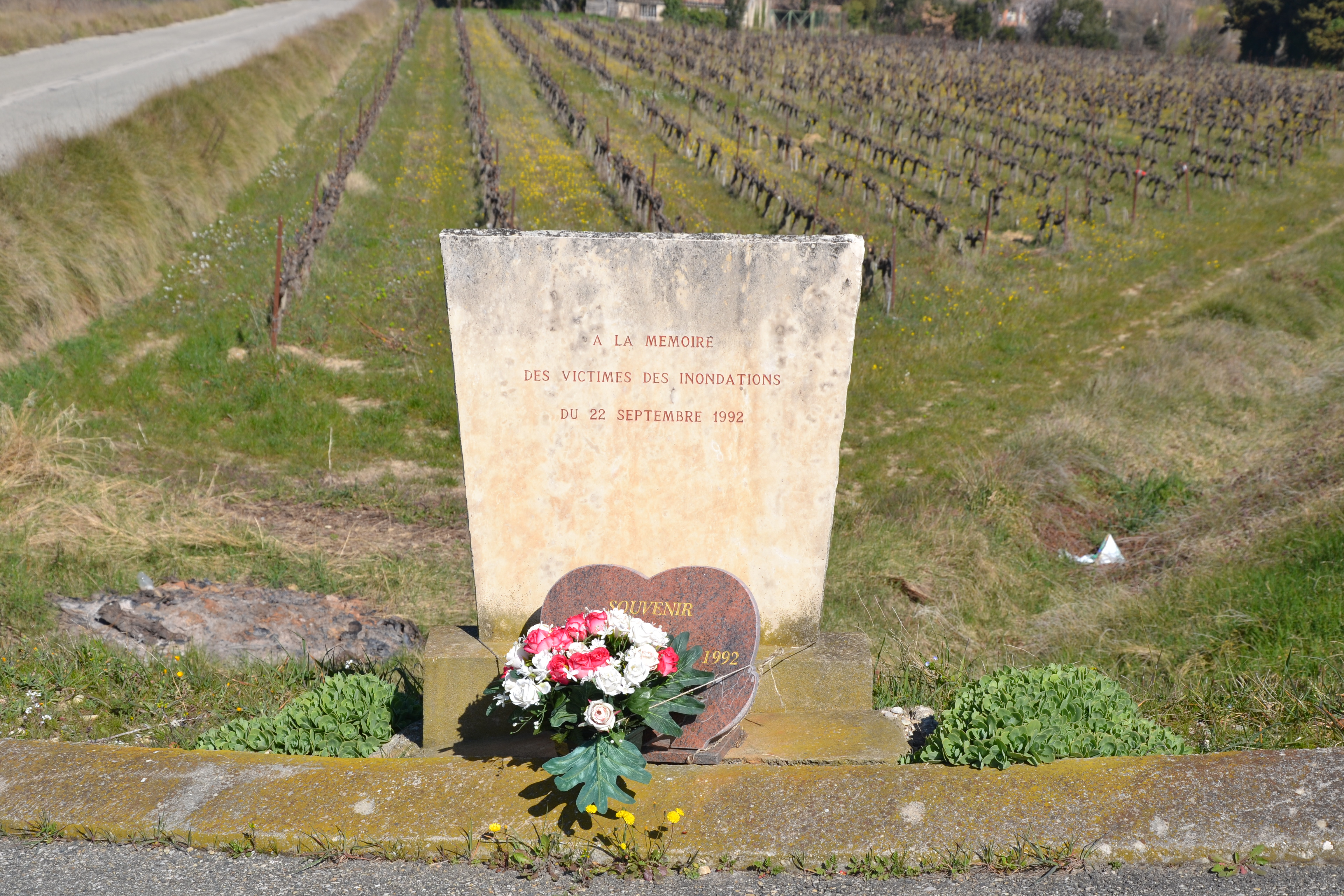
Plaque commémorative à Roaix en mémoire des victimes

Cette tragédie du 22 septembre a causé la mort de plus de 40 personnes, emportées par l'Ouvèze ou ses affluents. Le chiffre des victimes avancé le plus généralement fait état de 46 morts, plus un à Beaumes-de-Venise, régulièrement oublié des statistiques. Trente-huit personnes ont perdu la vie ce jour-là dans le Haut-Vaucluse, dont 34 à Vaison-la-Romaine. Parmi elles, quinze habitants du lotissement Theos et onze résidents, au moins, du camping du Moulin de César. Cette crue hors norme a frappé de nombreux villages en aval de Vaison, causant aussi des morts : trois à Séguret; un vieil agriculteur parti chercher sa vache à Gigondas, elle est retrouvée vivante ; quatre campeurs emportés par les flots du Brégoux à Aubignan; un piéton qui voulut traverser le pont emporté par la crue de la Salette à Beaumes-de-Venise ainsi que quatre disparus dont un bébé de six mois. Neuf mois après, en 1993, un corps est retrouvé sur la commune de Roaix par un pompier maître-chien de Vaison.
Sans le courage d'un pompier qui sauva 36 personnes avec une barque d’emprunt, le bilan des décès aurait été beaucoup plus lourd. La décrue amorcée, le matin du 23 septembre, les tractopelles et les camions ont pu s'activer dans les rues pour évacuer les carcasses de véhicules recouvertes du limon de la rivière et tous les déchets qu'elle avait transportés. Pour éviter tout pillage le secteur inondé est bouclé par l'armée, les militaires surveillant les entrées de la ville et des principaux villages touchés et patrouillant devant les maisons.
Au cours des cinq premières années qui suivent la catastrophe, l'enquête s'enlise. Seul est mis en cause, en 1995, le préfet de Vaucluse qui exerçait en 1965. Le juge clôture son instruction au début de l'année 1998, après avoir ordonné de nouvelles investigations sur les études réalisées pour les permis de construire. Celles-ci « ont clairement mis en cause le bétonnage systématique des zones à risques, en particulier des bassins naturels d'expansion des fleuves et rivières ». Deux ans après la catastrophe, des demandes de permis de construire sont déposées pour bâtir dans les zones inondables de la ville. Certains rescapés à Vaison ont pu réaménager au clos d'Ariston, un terrain acheté et viabilisé par la commune. Peu d'entre eux ont quitté la ville, puisque les assurances les ont bien remboursés, d'autres ont pu acheter de l'ancien.

## Les dégâts et leur coût

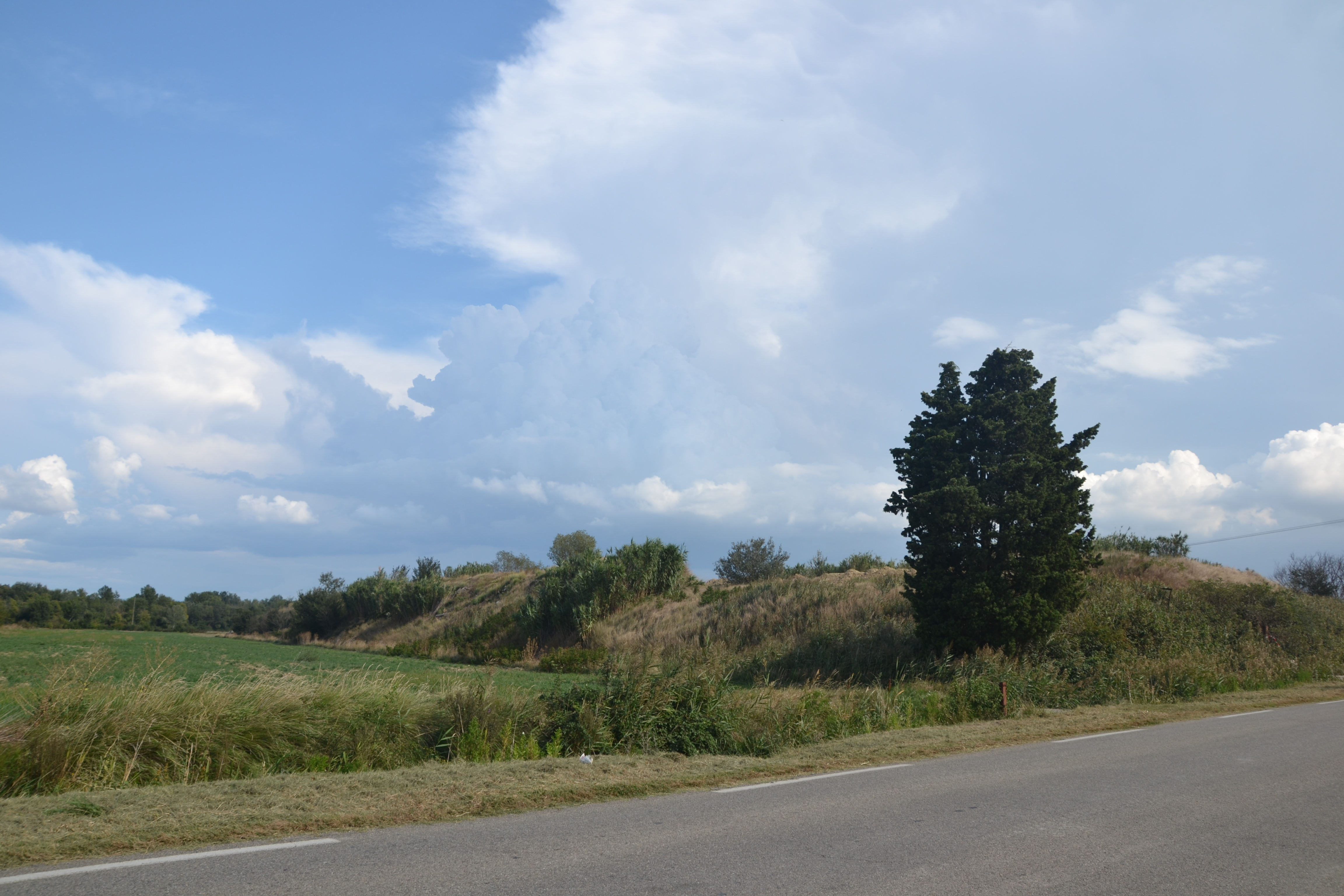
En aval de Vaison, les tonnes de boue retirées de Bédarrides forment un talus

Les dégâts matériels ont été estimés à 500 millions de francs (un peu plus de 76 millions d'euros). Malgré la solidarité spontanée, les subventions et les remboursements des assurances, la commune s'est lourdement endettée. Plus de 19 000 F/habitant (environ 2 890 €). Les cinq premières années qui suivirent la catastrophe, 115 millions de francs de travaux ont été réalisés, soit 17,5 millions d'euros. 
De plus, cette rénovation a eu un coût revu à la hausse. La facture définitive s'éleva à près de 460 millions d’euros de dégâts dont 20 millions rien que pour Vaison. En définitive, pour cette seule commune, les travaux se sont élevés à 26 millions d'euros environ, dont près de 8 à la charge de Vaison et de ses 6 000 habitants. Si tout a été fait pour éviter une nouvelle catastrophe, ce fut au prix d'un lourd endettement.

## Les précautions prises
Il est vrai que Vaison étant une ville touristique, il lui fallait très vite lui redonner une image conforme à ses objectifs. La première mesure prise fut de rendre inconstructibles les zones en bord de l’Ouvèze. Soixante-dix habitations, dont un lotissement entier, ont été rasées. Le lit de la rivière a été élargi et les berges renforcées. En amont, le camping municipal a été déplacé et surélevé. Là où s'élevait le lotissement Théos, d'énormes blocs de pierre ont renforcé la berge et un espace naturel a été aménagé. Plus loin, un parcours santé recouvre l'ancien quartier des Jardins de l'Ouvèze et les lotissements des Eminées et des Magnans sont devenus des espaces verts.
L'école a été reconstruite. Elle est protégée, comme la ville basse, par un long mur servant de digue. Des exercices d’évacuation ont lieu chaque année dans toutes les classes. S'il fallait intervenir, les pompiers de Vaison, grâce aux systèmes d'alerte, sont avertis d'une crue en T + 2. Deux heures incompressibles, mais suffisantes pour évacuer tout le monde. L'alerte est donnée grâce à l'installation de radars météo, à Bollène et dans le Gard. En 1992, selon le maire de l'époque, il n’y en avait pas, mais il en existait un à Nîmes nommé Mélody, mais il avait été frappé par la foudre la veille au soir.

## Les risques actuels
Si sur la rive gauche de l'Ouvèze, la zone artisanale a pansé ses plaies, elle n'a pas pour autant déménagé. Nombreux sont ceux qui ont rouvert leurs entreprises sur place. Pour une raison économique : déménager impliquait à la fois de racheter un terrain et de rebâtir et les assurances n'ont pas suivi. Pourtant une nouvelle zone d'activités a été créée en hauteur, mais n'a attiré que deux entreprises. 
De plus, « les médias locaux se font régulièrement l'écho des plans locaux d'urbanisme (PLU) attaqués et le plus souvent annulés quelques mois plus tard par les tribunaux. En cause quasi systématiquement, outre des irrégularités de forme, la transformation de terres agricoles, régulièrement situées en zone inondable ou les jouxtant, en terrains à bâtir. ».  
La cause première est que les prix du foncier ont atteint des sommets dans toute la région Provence-Alpes-Côte d'Azur. Pour des raisons de qualité de la vie et d'ensoleillement, c'est la région de France dont la population s'accroît le plus rapidement avec la venue de retraités mais aussi de familles d'actifs. Aussi, pour certains, la tentation est grande de vouloir multiplier parfois par vingt ou trente la valeur d'un terrain agricole, simplement en le classant en terrain à bâtir. En cas de crue même moins violente que celle du 22 septembre, tout un chacun sait que les dégâts seraient considérables, y compris en vies humaines.

## Les inondations dans le Vaucluse, l'Ardèche et la Drôme

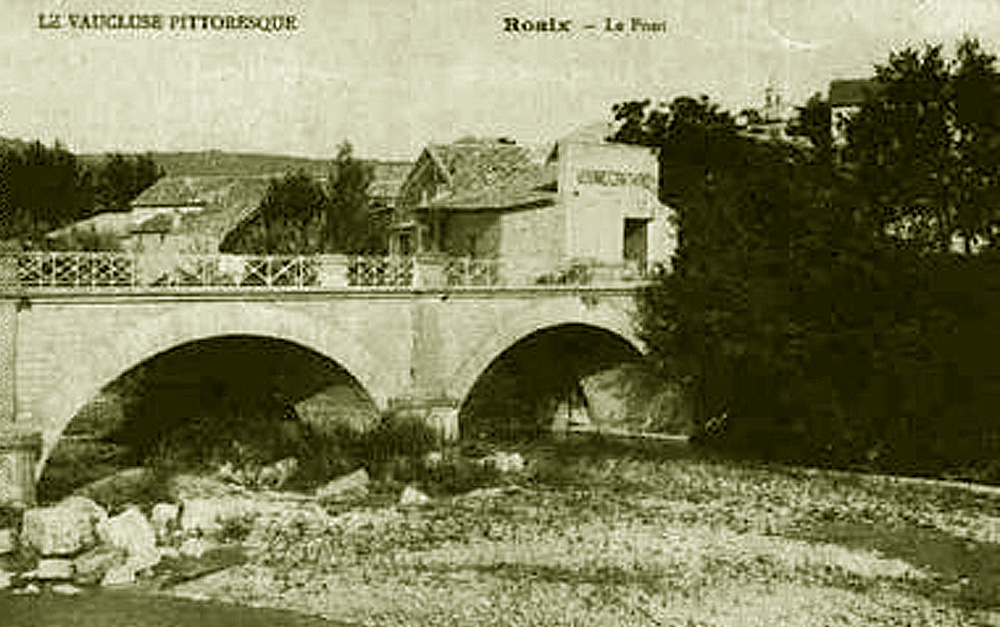
L'ancien pont de Roaix détruit le 22 septembre 1992

Soixante-trois communes furent sinistrées dans le Vaucluse, les plus touchées, outre Vaison, Séguret, Gigondas, Beaumes-de-Venise et Aubignan, étant Violès, Bédarrides, Jonquières et Sarrians. Dès le lendemain, on découvrit l'importance des dégâts : routes emportées, vignobles disparus, ponts détruits comme ceux de Roaix et Beaumes-de-Venise. Une désolation qui s'amplifia dans les communes de Vaucluse touchées par la crue, il a été comptabilisé 2 300 maisons ou commerces sinistrés dans le département dont 320 à Vaison furent rasés ou à réparer. 
Mais le Vaucluse ne fut pas le seul département sinistré. Ce 22 septembre, il y eut une crue centennale de l'Ardèche qui fit cinq morts dans le sud de ce département, entre Pont-de-Labeaume et Aubenas. Le département de la Drôme fut aussi durement touché, l’eau monta à plus de 2 mètres dans certains villages riverains de l'Ouvèze. La commune de Sainte-Jalle fut particulièrement sinistrée.

## Géolocalisation

Carte des dentelles de Montmirail, l'Ouvèze coulant à l'ouest du massif

|                        | Départements | Géolocalisation             |
| Aubenas                | Ardèche      | 44° 37′ 14″ N, 4° 23′ 28″ E |
| Aubignan               | Vaucluse     | 44° 06′ 02″ N, 5° 01′ 33″ E |
| Beaumes-de-Venise      | Vaucluse     | 44° 07′ 25″ N, 5° 01′ 52″ E |
| Bédarrides             | Vaucluse     | 44° 02′ 29″ N, 4° 53′ 55″ E |
| Buis-les-Baronnies     | Drôme        | 44° 16′ 35″ N, 5° 16′ 31″ E |
| Carpentras             | Vaucluse     | 44° 03′ 21″ N, 5° 02′ 56″ E |
| Caylar                 | Hérault      | 43° 51′ 50″ N, 3° 19′ 11″ E |
| Entrechaux             | Vaucluse     | 44° 13′ 07″ N, 5° 08′ 19″ E |
| Gigondas               | Vaucluse     | 44° 09′ 53″ N, 5° 00′ 19″ E |
| Jonquières             | Vaucluse     | 44° 06′ 58″ N, 4° 53′ 59″ E |
| Malaucène              | Vaucluse     | 44° 10′ 30″ N, 5° 07′ 59″ E |
| Mollans-sur-Ouvèze     | Drôme        | 44° 14′ 14″ N, 5° 11′ 29″ E |
| Montauban-sur-l'Ouvèze | Drôme        | 44° 16′ 13″ N, 5° 32′ 11″ E |
| Pont-de-Labeaume       | Ardèche      | 44° 40′ 00″ N, 4° 17′ 23″ E |
| Orange                 | Vaucluse     | 44° 08′ 18″ N, 4° 48′ 35″ E |
| Roaix                  | Vaucluse     | 44° 14′ 43″ N, 5° 00′ 52″ E |
| Sainte-Jalle           | Drôme        | 44° 20′ 45″ N, 5° 17′ 05″ E |
| Sarrians               | Vaucluse     | 44° 05′ 03″ N, 4° 58′ 19″ E |
| Séguret                | Vaucluse     | 44° 12′ 24″ N, 5° 01′ 25″ E |
| Sorgues                | Vaucluse     | 43° 59′ 18″ N, 4° 51′ 08″ E |
| Violès                 | Vaucluse     | 44° 09′ 46″ N, 4° 57′ 20″ E |

## Dans les arts et la culture populaire

### Documentaires
- [vidéo] « La Rivière inoubliée », Sylvie Le Breton (réalisatrice) sur ARTE GEIE, ZDF/ARTE, 1997, 28 min, Ampersand
- [vidéo] « De l'eau, de la boue et des larmes », Alain Glasberg (réalisation), 2012, 56 min, IMCA Provence (Institut des Métiers de la Communication Audiovisuelle)

- [vidéo][Production de télévision] « Vaison-la-Romaine, mémoire d'une crue », Myriam Elhadad (réalisatrice) sur France 3, 2024, 52 min, Kepler22 Productions

### Émissions de télévision
- [vidéo] « Les inondations de Vaison-la-Romaine », Julien Adam (réalisateur) sur RMC Découverte, 2017, 62 min

### Émissions de radio
- [vidéo][Podcast] « La catastrophe de Vaison-la-Romaine », Fabrice Drouelle (présentateur) sur France Inter, 10 janvier 2018, 56 min

#### Ouvrages
- Michel Lang et Denis Coeur, Les inondations remarquables en France : Inventaire 2011 pour la directive Inondation, Quae, 2014, 640 p. (ISBN 978-2-759-22261-2), p. 327-329

#### Publications scientifiques
- Bernard Chastan, Olivier Gilard et Jacques Lavabre, « Les difficultés d'estimation rapide des débits observés en crue : exemple de la crue de l'Ouvèze du 22 septembre 1992 », Revue de géographie de Lyon, vol. 68, nos 2-3,‎ 1993, p. 153-158 (DOI 10.3406/geoca.1993.5852 , lire en ligne )
- J.C. Flageollet, J. Trautmann, N. Tholey, D. Risser, P. Gourbesville et P. de Fraipont, « Analyse d’une catastrophe : la crue de l’Ouvèze à Vaison-la-Romaine », Journées de l'hydraulique « Crues et inondations. 23emes journées de l'hydraulique. Congrès de la Société Hydrotechnique de France. Nîmes, 14-15-16 septembre 1994 »,‎ 1994, p. 167-174 (ISBN 2-906831-24-7, lire en ligne )
- J. J. Mesnil, J.M. Dujardin, B. Couvert, O. Cazaillet et O. Gilard, « Bassin de l’Ouvèze : analyse de la crue du 22 septembre 1992 », Journées de l'hydraulique « Crues et inondations. 23emes journées de l'hydraulique. Congrès de la Société Hydrotechnique de France. Nîmes, 14-15-16 septembre 1994 »,‎ 1994, p. 175-182 (ISBN 2-906831-24-7, lire en ligne )

- Philippe Bachimon, « La catastrophe de Vaison-la-Romaine du 22 septembre 1992 et la presse quotidienne régionale », Géographes associés, no 16,‎ 1995 (DOI 10.3406/geoas.1995.2541, lire en ligne )